# Hiidenvesi
Hiidenvesi är den näst största sjön i Nyland, Finland. Sjön ligger inom kommunerna Lojo och Vichtis och den är reservvattentäkt för vattenanläggningarna i huvudstadsregionen. Sjön har fyra huvudbassänger: Kirkkojärvi (i nordost), Mustionselkä (i nordost), Nummelanselkä (i öster) och Kiihkelyksenselkä (i mellersta delen av sjön) . Den är ca 12,7 km lång. Sjön ligger 31,9 meter över havet. Den är 29,38 meter djup. Arean är 29,1 kvadratkilometer och strandlinjen är 100,87 kilometer lång. Sjön  ingår i Karisåns huvudavrinningsområde.   Sjön rinner ut från Sirkkoonselkä i sydväst genom Väänteenjoki till Lojo sjö. Hiidenvesi är det största vattendraget i Nyland. Det går att paddla med kanot över Lojo sjö och Svartån till Östersjön.

## Historia
Sjön är en gammal havsvik och under en lång tid var den handelsleden till Tavastland. På den tiden var Vichtis ett tillhåll för vikingar och rövare, som trodde att det fanns hiisi (ett finskt mytologiskt väsen) och jättar i området.

## Vattenkvalitet
Vattenkvaliteten i Hiidenvesi är dålig. Sjön övergöds diffust både från lantbruket och av sig självt, då det finns näringsrik lera i området. Leran gör vattnet grumligt.
För att förbättra vattenkvaliteten startades år 1996 projektet Hiidenvesi 2000, som pågick till år 2000. Åtgärder mot en minskning av den diffusa belastningen inleddes. Under projektet fiskades årligen bort över 100 ton fisk, främst mörtfisk. Än har inga större förändringar vare sig i fiskbeståndet eller vattenkvaliteten kunnat konstateras .

## Öar
I sjön finns öarna Kinava, Irjalansaari, Raatosaari, Pikkusaari, Vahtisaari, Petäjässaari, Teinsaari, Kiihkelyssaaret, Kanisaari, Puskaannokka, Ryssänsaari, Koivusaari, Sirkkoonsaari, Simolansaari, Papinsaari, Rekiniemenkari, Hannansaari, Saari.

## Källor

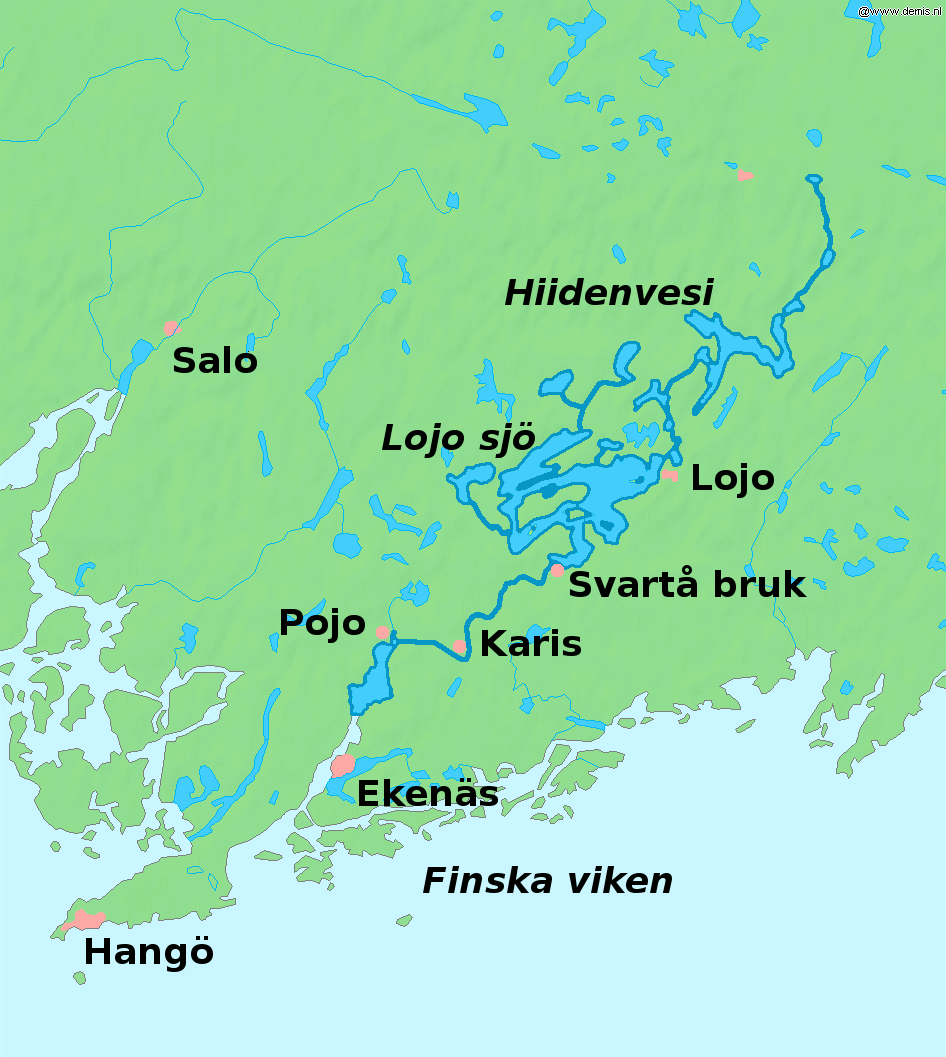
Karta över Hiidenvesi sjön, Lojo sjö och Svartån.